# Алимов, Абдулла
Абдулла Алимов — советский хозяйственный и политический деятель, Герой Социалистического Труда.

## Биография
Родился в 1930 году в Турткульском районе. Член КПСС.
С 1942 года — на хозяйственной, общественной и политической работе.
В 1942—1963 гг. — колхозник полеводческой бригады, счетовод, бухгалтер колхоза «Коммунист» Турткульского района Каракалпакской АССР.
В 1963—1996 гг. — председатель колхоза «Кырккызабад» Элликкалинского района Каракалпакской АССР Узбекской ССР.
Указом Президиума Верховного Совета СССР от 5 марта 1982 года за достижение высоких результатов и трудовой героизм, проявленный в выполнении планов и социалистических обязательств по увеличению производства и продажи государству сельскохозяйственных продуктов в 1981 году, Алимову Абдулле присвоено звание Героя Социалистического Труда с вручением ордена Ленина и золотой медали «Серп и Молот».
Избирался депутатом Верховного Совета Узбекской ССР 11-го созыва.
Жил в Каракалпакстане.